# انتخاب‌پذیری (رادیو)
انتخاب‌پذیری یا قابلیت‌انتخاب یا گزینش‌پذیری (به انگلیسی: Selectivity) معیاری از عملکرد یک گیرنده رادیویی برای پاسخ‌دادن فقط بهسیگنال رادیویی که روی آن تنظیم‌شده‌است (مانند ایستگاه رادیویی) و رد سیگنال‌های دیگر در نزدیکی آن فرکانس، مانند پخش‌همگانی دیگری در یک کانال مجاور.
انتخاب‌پذیری معمولاً به صورت نسبتی برحسب دسی‌بل (dB) اندازه‌گیری می‌شود و قدرت سیگنال دریافتی را با سیگنال مشابه در فرکانس دیگر مقایسه می‌کند. اگر سیگنال در کانال مجاور سیگنال انتخاب‌شده باشد، این اندازه‌گیری به عنوان نسبت رد کانال مجاور (ACRR) (به انگلیسی: adjacent-channel rejection ratio) نیز شناخته می‌شود.
انتخاب‌پذیری نیز مصونیت خاصی در برابر تداخل پتومندی ایجاد می‌کند.
مدارهای LC اغلب به عنوان فیلتر استفاده می‌شوند. Q (ضریب «کیفیت») پهنای‌باند هر مدار تنظیم‌شده ال‌سی را در رادیو تعیین می‌کند. نسبت L/C، به نوبه خود، Q و بنابراین انتخاب‌پذیری آنها را تعیین می‌کند، زیرا بقیه مدار - برای مثال آنتن یا تقویت‌کننده که مدار تنظیم‌شده را تغذیه می‌کند - دارای مقاومت موجود خواهد بود. برای یک مدار رزونانس سری، هرچه اندوکتانس بالاتر و ظرفیت خازن کمتر باشد، پهنای‌باند فیلتر باریکتر می‌شود (به این معنی که راکتانس القایی L و ظرفیت خازن C در فرکانس تشدید نسبت به منبع سری نسبتاً زیاد است/ مقاومت‌های بار). برای مدار رزونانس موازی برعکسِ این امر صادق است. اندوکتانس‌های کوچک میرایی مدارات خارجی را کاهش می‌دهند (به نوسان‌ساز الکترونیکی مراجعه کنید).
محدودیت‌های عملی برای افزایش انتخاب‌پذیری با تغییر نسبت L/C وجود دارد:
- ساخت خازن‌های تنظیم‌کردنی (به انگلیسی: tuning capacitors) با مقادیر بزرگ ممکن است دشوار باشد
- ظرفیت پراکنده و ظرفیت درونی ترانزیستورها یا لامپ‌های مدارات مرتبط، ممکن است قابل توجه باشد (و با زمان تغییرکند)
- مقاومت سری داخلی سیم در سیم‌پیچ، ممکن است قابل توجه باشد (به ویژه برای مدارهای هماهنگی (به انگلیسی: tuned circuits) موازی)
- اندوکتانس‌های بزرگ از نظر فیزیکی بزرگ (و سیم پیچ‌های گران‌قیمت) و/یا سیم نازک‌تر (از این رو مقاومت داخلی بدتر) اشاره دارند.

بنابراین ممکن است از روش‌های دیگری برای افزایش انتخاب‌پذیری استفاده شود، مانند مدارهای مضاعف‌گر Q و گیرنده‌های بازتولیدکننده. گیرنده‌های سوپرهتروداین امکان استفاده از یک یا چند مدار تنظیم‌شده با فرکانس میانی را برای انتخاب‌پذیری فراهم می‌کنند. تنظیم‌کردن ثابت این نیاز را که چندین طبقه هماهنگی به‌طور دقیق مطابقت داشته باشند را در حین تنظیم برطرف می‌کند.